# Ha Tay
Ha Tay (på vietnamesiska Hà Tây) var en provins i norra Vietnam. Den 1 augusti 2008 uppgick provinsen i Hanois stadsprovins, och Ha Tay upphörde att existera. Provinsen bestod fram till dess av huvudstaden Ha Dong (som numera räknas till Hanois centralort) och staden Son Tay samt tolv landsbygdsdistrikt: Ba Vi, Chuong My, Dan Phuong, Hoai Duc, My Duc, Phuc Tho, Phu Xuyen, Quoc Oai, Thach That, Thanh Oai, Thuong Tin samt Ung Hoa.